# Władysław Wicher
Władysław Wicher (ur. 22 stycznia 1888 w Krzyszkowicach, zm. 15 listopada 1969 w Krakowie) – duchowny rzymskokatolicki, teolog, profesor Uniwersytetu Jagiellońskiego i Akademii Teologii Katolickiej w Warszawie, dziekan Wydziału Teologicznego Uniwersytetu Jagiellońskiego.

## Życiorys
Był ostatnim stypendystą zapisu testamentowego księżnej Augusty de Montléart. W 1900 roku rozpoczął naukę w gimnazjum im. H. Sienkiewicza w Krakowie. W 1904 przeniósł się do Gimnazjum św. Anny, w którym w 1908 otrzymał świadectwo dojrzałości. W tym samym roku wstąpił do krakowskiego Wyższego Seminarium Duchownego i rozpoczął studia na Wydziale Teologicznym Uniwersytetu Jagiellońskiego. Po dwóch latach wyjechał do Innsbrucka, by w tamtejszym uniwersytecie kontynuować studia teologiczne. 8 września 1912 roku, otrzymał w Krakowie święcenia kapłańskie; same zaś studia ukończył w 1915 uzyskując stopień naukowy doktora z teologii moralnej na Uniwersytecie w Innsbrucku. Po powrocie do kraju ks. Wicher pełnił kolejno obowiązki wikariusza i katechety w Lipniku, w Białej i w Żywcu. 1 stycznia 1919 roku mianowano go zastępcą profesora teologii moralnej na Wydziale Teologicznym Uniwersytetu Jagiellońskiego. Funkcję tę pełnił do grudnia 1923, kiedy to habilitował się na podstawie pracy Niewolnictwo w nauce moralnej chrześcijaństwa. Był prefektem i wicedyrektorem seminarium duchownego w Krakowie. W 1928 roku został profesorem nadzwyczajnym teologii moralnej. W 1938 roku otrzymał nominację na profesora zwyczajnego. W latach 1937—1939 pełnił dwukrotnie urząd dziekana Wydziału Teologicznego i zasiadał w senacie uniwersyteckim. Równocześnie kierował Szkołą Katechetek u Sióstr Urszulanek i był sędzią kurialnym. Przed wyborami do Rady Miasta Krakowa w 1938 został członkiem komitetu Polskiego Bloku Katolickiego.
W czasie II wojny światowej, 6 listopada 1939, został aresztowany przez Niemców w ramach Sonderaktion Krakau. Był więziony w więzieniu Montelupich w Krakowie i we Wrocławiu, po czym wywieziony do obozu Sachsenhausen. Zwolniony stamtąd po interwencji władz kościelnych w lutym 1940. Następnie posługiwał jako administrator parafii w Dziekanowicach oraz dziekan dekanatu wielickiego. Po wojnie nadal był pracownikiem naukowym UJ. Promował prace doktorskie duchownych Franciszka Myszki, Szczepana Pieszczocha, Tadeusza Ślipka, a ponadto był profesorem Karola Wojtyły, promotorem jego pracy doktorskiej w 1948 i recenzentem jego rozprawy habilitacyjnej. Od 1954 był profesorem Akademii Teologii Katolickiej w Warszawie, pracował tam do 1957. Wykładał też w krakowskim seminarium duchownym.
Był prezesem Polskiego Towarzystwa Teologicznego w Krakowie od 1946 do 1956. Pełnił funkcję redaktora naczelnego czasopisma „Polonia Sacra” od 1948 do 1954.
Był członkiem Kapituły Metropolitalnej na Wawelu, a od 1964 jej kustoszem. 
Uroczystości żałobne pod przewodnictwem kardynała Karola Wojtyły, wówczas arcybiskupa metropolity krakowskiego, odbyły się w dniach 18 i 19 listopada 1969 w katedrze wawelskiej oraz w Krzyszkowicach, rodzinnej wsi. Zgodnie ze swoją wolą, został pochowany na rodzinnym cmentarzu.